# Svetlana Martinenko
Svetlana Martinenko –en ruso, Светлана Мартиненко– (5 de mayo de 1977) es una deportista rusa que compitió en lucha libre. Ganó una medalla de bronce en el Campeonato Mundial de Lucha de 2003 y cuatro medallas en el Campeonato Europeo de Lucha entre los años 2001 y 2005.

## Palmarés internacional
| Campeonato Mundial | Campeonato Mundial          | Campeonato Mundial | Campeonato Mundial |
| Año                | Lugar                       | Medalla            | Categoría          |
| ------------------ | --------------------------- | ------------------ | ------------------ |
| 2003               | Nueva York (Estados Unidos) | Medalla de bronce  | 67 kg              |
| Campeonato Europeo |                             |                    |                    |
| Año                | Lugar                       | Medalla            | Categoría          |
| 2001               | Budapest (Hungría)          | Medalla de plata   | 75 kg              |
| 2002               | Bakú (Azerbaiyán)           | Medalla de oro     | 72 kg              |
| 2004               | Ankara (Turquía)            | Medalla de bronce  | 67 kg              |
| 2005               | Varna (Bulgaria)            | Medalla de plata   | 72 kg              |